# Русанівський міст (1906)
Руса́нівський міст — міст через Русанівську протоку Дніпра на Броварському шосе, що в 1906–1943 роках сполучав Труханів острів і Микільську слобідку. Нині в межах міста Києва.

## Історія
Під час спорудження Ланцюгового мосту в середині XIX століття було побудовано чотири дерев'яні мости, які вели до Микільської слобідки та Броварського шосе. Під час весняних повеней ці мости регулярно руйнувалися.
У 1903–1906 роках замість дерев'яних через протоку був побудований металевий міст. Автори проєкту — інженери Микола Бєлелюбський, Григорій Кривошеїн і архітектор Володимир Апишков.
Новий міст був виконаний двопрогоновим, довжина кожного прольоту становила 101,35 м (47,5 саженей). Характерною особливістю стало виконання тримальних конструкцій у вигляді металевих двошарнірних арок висотою 9,81 м (4,6 саженей) над опорою та 17,07 м (8 саженей) над серединою прогону. Полотно шляху шириною 8,08 м (3,8 саженей) та двох тротуарів шириною 1,28 м (0,6 саженей) кожний виготовили з дерева. Міст був огороджений металевими перилами висотою 1,07 м (1,5 аршина).
Рух через міст було відкрито 11 (24) жовтня 1906 року.
7 (20) липня 1908 року дерев'яний настил мосту згорів. Наступного дня почав горіти Миколаївський ланцюговий міст, втім пожежу на цьому мосту вдалося швидко загасити. Розслідування встановило, що причиною пожеж на обох мостах були умисні підпали. За короткий час настил мосту був відремонтовано і рух мостом відновлено 13 (26) липня 1908 року за тимчасовою схемою. Щоб запобігти повторенню підпалів, охорону мостів було посилено. Капітальний ремонт дерев'яного дорожнього покриття та металевих частин мосту, що постраждали від пожежі, провели протягом травня — вересня 1909 року. У 1912 році по оновленому мосту в Дарницю був пущений бензотрамвай.
У червні 1920 року Русанівський міст, так само як і всі інші київські мости через Дніпро, було зруйновано відступаючими польськими військами. Відновлення його проведено протягом 1924—1925 років за проєктом професора Євгена Патона. У 1930-х роках трамвайну лінію було електрифіковано.
Під час відступу Червоної армії у вересні 1941 року міст був підірваний. Німці, скоріш за все, не відбудовували його, оскільки за відсутності мосту через основне русло Дніпра він не мав стратегічного значення. У післявоєнний період міст також не стали відновлювати. У 1945 році розібрали металеві конструкції й демонтували залишки прольотів.
У 1965 році для спорудження лівобережної ділянки Святошинсько-Броварської лінії метрополітену на його місці був збудований Русанівський метроміст.

## Зображення

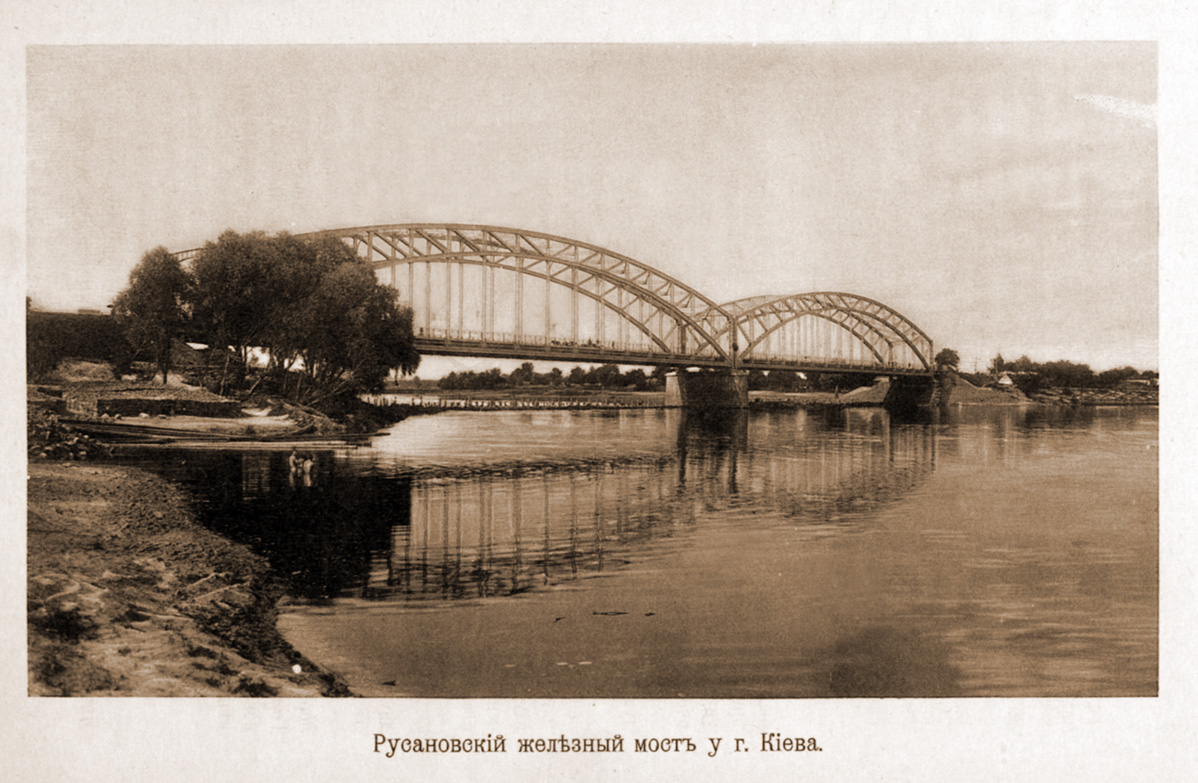
Русанівський міст (ілюстрація з книги видання 1913 року)
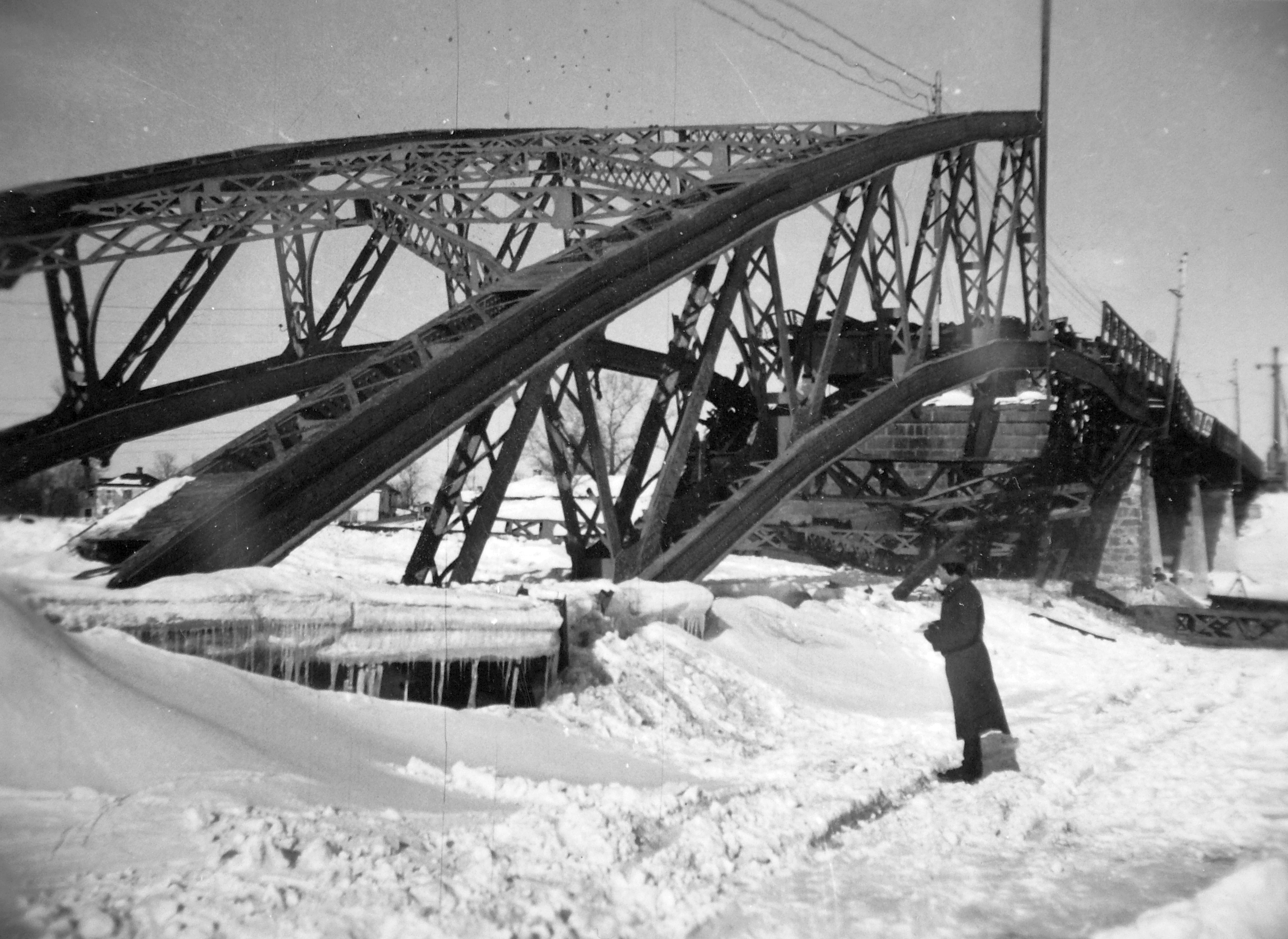
Зруйнований Русанівський міст, зима 1942 року